# Clean (pjesma Taylor Swift)
"Clean" je trinaesta pjesma američke pop kantautorice Taylor Swift s njezina petog studijskog albuma "1989" (2014.). Riječ je o synth-folk, soft rocku, indietronici i ambient electroničkoj pjesmi koju su napisali Swift i Imogen Heap.

## O pjesmi
Skrivena poruka pjesme je pronalazak sebe nakon izgubljene ljubavi. Taylorina priča o skrivenoj poruci završava dobrim moralom. Tekstom nam je pokazala da ćemo sreću pronaći onda kada pronađemo sami sebe. Sličnu poruku možemo pronaći i u drugim skladbama s albuma, kao što su u pjesmi "Out of the Woods."
Tijekom 1989 svjetske turneje prije izvođenja pjesme, Swift je rekla govor o tome kako u današnje vrijeme društvenih mreža, možemo se lako izgubiti u svojim mislima, ali i u mislima drugih te da te misli mogu postati slika onog kako mi vidimo sebe. Svake večeri na koncertu, izjavila je: "Trenutak kada shvatimo da nismo mišljenje osoba koje nas ne poznaju i koje ne brinu o nama, u tome trenutku, smo čisti (Clean)."

## Ljestvice
| Ljestvice                  | Najviša pozicija |
| -------------------------- | ---------------- |
| Australija                 | 75               |
| Brazil                     | 86               |
| Kanada                     | 9                |
| Sjedinjene Američke Države | 23               |